# Das Bild der Ahnfrau
Das Bild der Ahnfrau è un cortometraggio muto del 1916 diretto da Hubert Moest.

## Produzione
Il film fu prodotto dalla berlinese Eiko Film GmbH.

## Distribuzione
Il visto di censura dell'11 novembre 1921 e quello del 14 ottobre 1921, ne vietavano la visione a un pubblico di minori.